# Altarabisch
Altarabisch ist die arabische Sprachform, auf der die klassische arabische Schriftsprache beruht.
Das Altarabische hat einen synthetischen Sprachbau und ist darin dem Akkadischen vergleichbar. Charakteristisch ist dabei die Erhaltung der auslautenden Kurzvokale und der Nunation, auf denen im Wesentlichen die Flexion der Substantive und die drei Modi der Verben beruhen.
Das Altarabische hat weitgehend das gemeinsemitische Phoneminventar erhalten. Lediglich die drei verschiedenen S-Laute des Gemeinsemitischen wurden auf zwei – stimmhaftes und stimmloses S – reduziert. 
Wann der altarabische Sprachtypus vom Neuarabischen abgelöst wurde, ist bis heute nicht geklärt. 
Nach der von den meisten muslimischen Gelehrten und einigen Orientalisten, wie etwa Theodor Nöldeke, Johann Fück und Joshua Blau vertretenen These, kam es im Laufe der Ausbreitung des Islams zu einer Aufspaltung zwischen der altarabischen Sprache, die bis heute als Schriftsprache etabliert ist, und den ausschließlich mündlich verwendeten arabischen Dialekten.
Die andere These, die von Orientalisten wie August Fischer, Karl Vollers, Anton Spitaler und Hans Wehr vertreten wird, stützt sich auf das Zeugnis der arabischen Orthographie, die die konsonantischen Flexionsendungen -un, -in, -an (Nunation) sowie die Femininendung -at nicht schreibt, was der neuarabischen Aussprache entspricht. Das Altarabische hörte nach dieser These in Städten wie Mekka zwischen dem 3. und dem 6. Jahrhundert auf, eine gesprochene Sprache zu sein. Lediglich im Koran und als Dichtersprache sei sie weiter tradiert worden.